# Merrie Land
Merrie Land es el segundo álbum de estudio del supergrupo inglés de art rock, The Good, the Bad & the Queen. Fue producido por Tony Visconti y publicado el 16 de noviembre de 2018.

## Lista de canciones
Todas las letras escritas por Damon Albarn, toda la música compuesta por Damon Albarn, Tony Allen, Paul Simonon, Simon Tong and Tony Visconti. 
| N.º | Título                  | Duración |  |
| 1.  | «Introduction»          | 0:13     |  |
| 2.  | «Merrie Land»           | 4:46     |  |
| 3.  | «Gun to the Head»       | 4:19     |  |
| 4.  | «Nineteen Seventeen»    | 3:43     |  |
| 5.  | «The Great Fire»        | 3:56     |  |
| 6.  | «Lady Boston»           | 4:19     |  |
| 7.  | «Drifters & Trawlers»   | 2:34     |  |
| 8.  | «The Truce of Twilight» | 4:22     |  |
| 9.  | «Ribbons»               | 2:52     |  |
| 10. | «The Last Man to Leave» | 2:38     |  |
| 11. | «The Poison Tree»       | 3:40     |  |